# Call of Duty: Ghosts
«Call of Duty: Ghosts» (укр. «Поклик Обов'язку: Привиди», «Службовий обов'язок: Привиди») — кроссплатформенна відеогра в жанрі тривимірного шутера від першої особи. Десята за рахунком з серії ігор Call of Duty, що розроблена компанією Infinity Ward за сприяння Raven Software і Neversoft, і видана Activision для платформ PC, PS3, Xbox 360, PS4, Xbox One і Wii U. Вийшла 5 листопада 2013.

## Ігровий процес

### Сетінг
Сценарій для одиночної компанії написаний Стівеном Гейганом, відомий своїми роботами над сценаріями для таких фільмів, як « Траффік» і «Сіріана», але фінальний сценарій розроблявся Стівеном спільно з дизайнерами та іншими співробітниками Infinity Ward, які могли оцінити ідеї Стівена і припустити, як це можна цікаво реалізувати в ігровому процесі. Події одиночної компанії відбуваються в 2023 році та історія буде розвиватися лінійно без розгалужень, як це було зроблено в Call of Duty: Black Ops II. Студія окремо підкреслила, що події, які розвиваються в грі, не описують справжнє повсякденне життя військових, тому паралелі з реальним життям проводити не потрібно, але в той же час для правдоподібності ігрового процесу студія радилася з ветеранами і колишніми військовими.
Назва гри асоціює її з основними персонажами — елітним підрозділом спецназу армії США, про появу якої складають легенди. Світ гри наближений до Постапокаліпсіс, що є новинкою в серії. Згідно з сюжетом, якийсь хакер, зламавши космічну станцію "О. Д. І. Н. ", завдав ракетного удару по головних містах Америки. Саме тоді гравець знайомиться з головними героями, хешем і Логаном — двома братами з Каліфорнії, які виросли в ці жахливі роки. Через 10 років після падіння Америки до рівня мілітаризованої республіки, брати зустрічаються з «Примарами» (Ghosts) і вливаються в їх колектив, щоб підтримувати порядок в новому світі. У сюжеті кампанії, за словами розробників, буде приділено увагу взаєминам між персонажами.
На двох континентах йде боротьба між рештою наддержавами, яка складає основу нової світової політики, так як Близький Схід був стертий з лиця землі ядерним ударом. Сполученим Штатам Америки протистоїть Південно-Американська Федерація — коаліція країн Південної Америки. Її вторгненням в США керує якийсь Рорк. Під його керівництвом армії Федерації дійшли до кордонів США. Сама Америка знаходиться в занепаді, але її армія все ще продовжує чинити опір вторгненню Федерації. Головний прикордонний гарнізон Америки зосереджений в форте Санта-Моніка. Південні кордони Америки перекриті суцільний Стіною, інші ж території, аж до кордонів Федерації, непридатні для життя і звуться «Нейтральній зоною».

### Сюжет
Одного разу сімейство Вокерів вирушило на вилазку за місто, де Еліас, батько головних героїв, розповідає синам легенду про формування «Привидів». Повернувшись додому, вони бачать, як зламана система "О. Д. І. Н. " під контролем Федерації запускає ракети по всіх містах США. Хеш, Логан і їх батько Еліас насилу вибралися із зони ураження супутника. Тим часом співробітники космічної станції змогли знищити пускову установку, але загинули при падінні в атмосферу Землі.
Далі події розгортаються через кілька років після обстрілу їхнього будинку, в 2027 році. США боролися з Федерацією у безвиході уздовж фронту, який включав зруйновані міста, також відомі як «Нейтральна зона». Логан Уокер і його старший брат Девід, у якого було прізвисько «Хеш» — солдати армії США, що служили в групі «Вікінг», якою командував їх батько Еліас. Одного разу під час патруля вони виявили американця, який працював з Федерацією, і якого звали Гебріел Рорк. Незабаром після цього брати заманюють в засідку, але потім були врятовані бійцями загону «Привиди», які шукали свого бійця Алекса «Аякса» Джонсона; він був захоплений Роркен. Логан і «Хеш» об'єдналися з «Примарами», щоб допомогти їм врятувати «Аякса», але вони прибули надто пізно; «Аякс» був убитий солдатом Федерації. Після цього брати возз'єднуються зі своїм батьком, який розповів, що саме він є лідером загону «Привиди». Еліас розповів, що брати пройшли всі випробування і готові приєднатися до «Примарам». Після цього Еліас привітав їх в загоні «Примари» і розповів, що Гебріел Рорк був колись лідером «Привидів». У 2015 році «Привиди» на чолі з Гебріел Роркен проводили спец-операцію в Венесуелі щодо усунення президента Федерації — генерала Дієго Ельмагро. Під час операції Еліас Уокер убив генерала Ельмагро, але відразу після цього їх вертоліт зазнав аварії. Еліас встиг зачепитися за трос, а Рорк виявився над прірвою. Еліас тримав руку Рорка, але заради порятунку всіх інших бійців загону, Еліас довелося відпустити руку Гебріела Рорка … Рорк вважався загиблим, але як виявилося його врятували солдати Федерації, а потім завербували його і тепер Рорк вистежує «Привидів», щоб знищити їх.
«Примарам» вдалося проникнути до Венесуели і визначити приблизне місцезнаходження Гебріела Рорка, а потім убити Віктора Рамоса — головного інженера і вченого Федерації, який зламав станцію ОДИН в 2017 році. Потім загін захопив Рорка в одному з заводів, але, повертаючись назад в притулок, солдати Рорка напали на літак «Привидів» і знищили його, перед цим вони врятували Рорка. Загін був змушений приземлитися глибоко в джунглі Амазонки; після цього «Привиди» об'єдналися і стали свідками запуску ракети, яку Федерація запустила з невідомою метою, після цього загін успішно вибрався з джунглів. Потім «Привиди» штурмували лабораторію Федерації в Аргентині, в Андах і отримали дані щодо класифікованої розробці на фабриці в Ріо-де-Жанейро. Щоб забезпечити собі безпечний шлях до фабрики, «Привиди» зруйнували Нафтову платформу Федерації «Атлас», розташовану в Антарктиді, щоб переманити ворожий флот від їх мети. Флот Федерації залишив один корабель, щоб охороняти узбережжі Бразилії, але він був потоплений «Примарами». Після цього «Привиди» пробралися на фабрику в Ріо-де-Жанейро і виявили, що Федерація перепроектувати технологію О. Д. И. Н. і розробила свою власну орбітальну систему бомбардування — Локі. Після руйнування фабрики Еліас і його сини перегрупувалися в притулок в Лас-Вегасі, але були захоплені Роркен і його бійцями. Виявилося, що місцезнаходження притулку «Привидів» видав «Аякс» перед смертю. Рорк під час допиту поранив Логана, а потім убив Еліаса Уокера на очах своїх синів. Після цього «Привиди» змогли звільнитися і насилу втекти звідти.
Після смерті Еліаса Уокера загін «Примари» очолив Томас Меррик. «Привиди» вирішили знищити ретранслятор, який розташований в Чилі, щоб взяти під контроль космічну станцію Л. О. К.И, поки Федерація за допомогою неї не завдала удар по США. «Привиди» пливли на кораблі в сторону Чилі, як раптом на них напали війська Федерації. Після тривалої битви Федерації вдалося знищити їхній корабель, але «Привиди» встигли відлетіти звідти на вертольоті. Потім рота «Беджер», 2-го танкового батальйону завдала удару по території Федерації в Чилі в пустелі Атакама, танки знищили оборонні споруди Федерації. Потім туди висадилися і «Привиди». Вони захопили центр управління та направили ракету на ретранслятор. Брати Вокери встигають застрибнути в потяг, на якому знаходився Гебріел Рорк. У цей час територія Федерації в пустелі Атакама була знищена. Потім після знищення ретранслятора, війська армії США пробралися на космічну станцію Л. О. К.И і взяли її під свій контроль. Потім вони направили ракети на всі об'єкти Федерації, сильно послабивши її. В цей же час брати Вокери проривалися по поїзду в пошуках Рорка. Знайшовши його, Рорк приставив пістолет до голови Логана, змусивши «Хешан» скласти зброю, після чого «Хеш» отримав кулю в живіт. Пострілом зі станції Л. О. К.И рейки попереду руйнуються і поїзд падає в воду. Поки «Хеш» боровся з Роркен, Логан підібрав пістолет і вистрілив Роркен в груди, куля пройшла навиліт через нього і «Хешан». Від пострілу затріщало лобове скло і почала литися вода в кабіну. Логан схопив «Хешан» і пропливши через вагон витягнув його на собі на берег. Разом вони спостерігали як залишки кораблів і військ Федерації були знищені ракетами з космосу.
Але несподівано на Логана ззаду нападав Гебріел Рорк, який вижив після пострілу. Рорк зламав Логану руку, сказав йому що він хороший і міг би стати одним з «Привидів», але пообіцяв, що знищить «Привидів» разом з Логаном. «Хеш» встигає вихопити пістолет, але Рорк вибиває його з рук. Потім Рорк схопив Логана за ногу і потягнув за собою, а поранений «Хеш» нічим допомогти не зміг. Після цього Логан приходить до тями в ямі в джунглях, подібно до тієї, в якій тримали Рорка перед тим як зламати його…

## Розробка гри
Оголошення про те, що наступна (десята) гра серії Call of Duty буде випущена в 2013 році, було зроблено на початку лютого 2013 року в ході оголошення фінансових результатів Activision. Перша достовірна інформація про існування гри з'явилася 29 квітня 2013 коли на офіційному сайті серії ігор Call of Duty була опублікована сторінка зі зображенням черепа, що є атрибутом одного з головних героїв серії Modern Warfare (чутки про продовження випуску ігор у всесвіті Modern Warfare ходили в мережі з осені 2012 року) лейтенанта Саймона «Гоуст» Райлі (англ. Simon "Ghost" Riley), і супроводжуючої написом «Привиди існують» (англ. Ghosts Are Real).

## Зброя
Штурмові гвинтівки:
- FN FAL (у грі називається SC-2010)
- CZ 805 (у грі називається SA-805)
- АК-12
- FAD assault rifle
- Remington R5
- «Вепр»
- MSBS
- AAC Honey Badger PDW
- Beretta ARX-160
- АПС (З'являється тільки в кампанії)
- Maverick (вигадана зброя)(DLC «Onslaught»)

Пістолети-кулемети:
- ПП-19 «Бізон»
- CBJ-MS
- Vector TDI (у грі називається Vector CRB)
- Daewoo K7
- MTAR-21 (у грі називається MTAR-X)
- Ripper (вигадане зброя)(є гібридом Штурмової гвинтівки і ПП)(DLC «Devastation»)

Ручні кулемети:
- CETME Ameli
- H&K M27 IAR
- LSAT
- Chain SAW

Гвинтівки:
- H&K MR-308 (У грі називається MR-28)
- Mk 14 EBR
- IMBEL IA2
- СВК

Снайперські гвинтівки:
- USR
- L115
- Lynx
- ВССК Вихлоп (у грі називається ВКС)
- СВДК (з'являється тільки в кампанії)(в грі називається Remote Sniper)
- Maverick-A2 (вигадане зброя)(DLC «Onslaught»)

Дробовики:
- Bulldog
- Heckler & Koch FABARM FP6
- МЦ-255
- Тас-12

Пістолети:
- Beretta у m9a1
- MP-443
- SIG-Sauer P226
- Taurus Raging Bull (у грі називається .44 Magnum)
- PDW

Особлива:
- Щит
- Бойовий Ніж

Пускові установки:
- РГМ-40 «Кастет»
- Panzerfaust-3
- MGL-MK1(у грі називається MK-32)

## Продажі
Activision очікує від Call of Duty: Ghosts високих показників продажів, так як за словами керівника видавця серія знаходиться в своїй найкращій формі за весь час свого існування: кількість граючих людей тільки збільшується, а продажу не поспішають падати. Окремо Activision заявила, що збирається отримати назад звання найпопулярнішого проекту для розваг, яке в жовтні 2013 року біля Call of Duty: Black Ops 2 відібрала гра GTA V.
Незважаючи на посередні оцінки, отримані грою при запуску, аналітики схильні вважати, що продажі у гри будуть хорошими, сама ж Activision визнала, що показники продажів у Call of Duty: Ghosts при запуску нижче, ніж у Call of Duty: Black Ops II на той же момент часу при запуску. 6 листопада 2013 року видавець повідомляє, в перший день продажів було відвантажено в торгові мережі копій гри на 1 млрд доларів США. Деякі журналісти, що стежили за виступом Боббі Котика, вирішили, що мова йде саме про продажі, а не про постачання, і ця новина потрапила як на Інтернет ресурси, так і на телебачення.
В середині грудня аналітики оцінили показники продажів гри Call of Duty: Ghosts як задовільні, так як по цифрам гра програє і Call of Duty: Black Ops II, і Call of Duty: Modern Warfare 3.
Call of Duty: Ghosts став найбільш продаваною грою листопада 2013.
Call of Duty: Ghosts є однією з найбільш продаваних ігор на Xbox 360 і Playstation 3, а також найбільш продаваною на Xbox One і Playstation 4. Call of Duty: Ghosts найпопулярніша гра Live активності, як зізнається Activision, ігрова статистика обійшла минулі частини, тривалість ігрових сесій збільшилася в багато разів.
29 грудня Amazon оголосив, що Call of Duty: Ghosts є найбільш продаваною грою в святковий сезон.
17 січня було оголошено, що Call of Duty: Ghosts є найбільш продаваною грою грудня 2013. А також, що Call of Duty: Ghosts є другою найбільш продаваною грою 2013 після Grand Theft Auto 5.

## Рецензії та нагороди
Гра Call of Duty: Ghosts отримала змішані оцінки ігрових ресурсів. Ігровий сайт Absolute Games поставив оцінку в 70 %, відзначивши, що гра застигла на місці.

## Факти
Продюсер гри Call of Duty: Ghosts Марк Рубін заявив, що геймплей і формат ігор серії Call of Duty складно поміняти, так як він вже сам по собі є чимось на зразок професійного спорту, до правил якого вже всі звикли, але в Водночас студія визнає, що основна маса гравців — любителі. Питання підтримки кіберспорту з боку Infinity Ward безпосередньо залежить від зацікавленості в даному питанні Activision;
Національна пошта Англії призначила страйк на 4 листопада 2013 року, що передує дню надходження гри Call of Duty: Ghosts в продаж на території країни. Магазини шукають альтернативні шляхи доставки замовлень гравцям, які оформили попереднє замовлення на гру;
У деяких місіях кампанії є крашанки, що відсилають до серії ігор The Legend of Zelda і серіалу Доктор Хто;
Сцена на початку гри повторює фінальну сцену з Call of Duty: Modern Warfare 2;
Як і при запуску Call of Duty: Black Ops II в благодійних цілях Activision продає військові жетони з символікою Call of Duty: Ghosts. Зібрані кошти підуть у фонд підтримки ветеранів війни, які повертаються зі служби до життя в мирному суспільстві;
У рекламному ролику Call of Duty: Ghosts знялася Меган Фокс. А Snoop Dogg повністю озвучив одну з звукових доповнень до багатокористувацької грі Call of Duty: Ghosts.